# St. Matthias (Euskirchen)
St. Matthias ist eine römisch-katholische Kirche in Euskirchen, einer Kreisstadt im südlichen Rheinland in Nordrhein-Westfalen.

## Geschichte
Nach Plänen des Bonner Architekten Emil Stefann und seiner Mitarbeiter, der Architekten Heinz Bienefeld und Gisberth Hülsmann, entstand zwischen 1965 und 1967 das Gebäude als Pfarrkirche für die Euskirchener Südstadt und gleichzeitig als Klosterkirche für das baulich direkt angebundene Franziskanerkloster. Kirche und Klostergebäude sind aus unverputzter Grauwacke erbaut. Mittelpunkt des Baukomplexes ist ein Klosterhof. Der Kreuzgang verbindet die verschiedenen Gebäudetrakte.
Im Jahr 2010 wurde das Franziskanerkloster aufgelöst. Nach jahrelangem Leerstand ist es seit 2016 Standort für eine Niederlassung des Ordens Daughters of Divine Love.

## Innengestaltung und Ausstattung
Die Kirche ist als Saalbau ohne Turm, die Decke als freiliegende Holzkonstruktion gestaltet. An den Außenwänden befinden sich im Nordosten eine kleine Glocke und im Westen das Giebelkreuz, gestaltet vom Kölner Künstler Jochem Pechau. Pechau ist auch Urheber des in der Mitte des Altarraums schwebenden Metallkreuzes aus Eisenguss sowie von Tabernakel, Kanzel und Kreuzweg.
Auf der Orgelempore vor der Westwand steht seit 1987 eine Orgel der Firma Romanus Seifert & Sohn in Kevelaer.